# Clarisse Agbegnenou
Clarisse Agbegnenou, parfois orthographié Agbégnénou, née le 25 octobre 1992 à Rennes en France, est une judokate française évoluant en moins de 63 kg (poids mi-moyens), licenciée au Red Star Club (RSC) de Champigny-sur-Marne.
Elle possède un des plus beaux palmarès du judo féminin français et international, avec une médaille d’argent (2016), trois médailles d’or (2020 en individuel et par équipes et en 2024 par équipe) et une médaille de bronze olympique (2024), six titres de championne du monde (2014, 2017, 2018, 2019, 2021 et 2023), deux médailles d'argent mondiales (2013 et 2015) et cinq titres européens (2013, 2014, 2018, 2019 et 2020).
Elle est désignée, en compagnie du gymnaste Samir Aït-Saïd, porte-drapeau de l'équipe de France olympique pour les Jeux de Tokyo 2020. Le 27 juillet 2021, quatre jours après la cérémonie d'ouverture où elle a défilé en tête de sa délégation, elle est sacrée championne olympique. Elle domine la tenante du titre Tina Trstenjak qui l'avait battue en finale à Rio, s'imposant au golden score pour gagner le seul titre qui manquait encore à son palmarès. Elle remporte ensuite une deuxième médaille d'or, avec la France, dans la compétition par équipes mixtes qui clôt le programme du judo à Tokyo, en battant les japonaises en finale. Après avoir donné naissance à une petite fille en 2022 et onze mois après, Clarisse Agbegnenou remporte son sixième titre de championne du monde le  10 mai 2023 à Doha.
Elle est élue à la Commission des athlètes de haut niveau du Comité national olympique et sportif français pour le mandat 2021-2025.

## Biographie
Clarisse Bogdanna Agbegnenou,, est une enfant née prématurée avec son frère jumeau, nés deux mois avant terme. Elle connaît un début de vie très difficile, après un passage en couveuse durant quatre semaines, elle subit une opération due à la malformation d'un rein, puis tombe dans le coma pendant sept jours. Sa mère Pauline raconte: « Lorsqu'elle s'est réveillée, dans une grande inspiration, tous ceux qui étaient présents dans sa chambre ont applaudi et je me souviens que le médecin a dit que ma fille était une battante. »
Son frère cadet Joris est également un judoka de haut niveau, membre du FLAM 91 et champion de France 2021 dans la catégorie des - de 100 kg.
Elle grandit à Gennevilliers. Son père, Victor Agbegnenou, est un scientifique togolais. Clarisse a trois frères. Elle acquiert la nationalité française le 17 octobre 2000, par l'effet collectif attaché à la naturalisation de son père. Elle rentre au club de l'AMA (Arts martiaux d'Asnières) à l'âge de neuf ans puis elle entre au pôle France d'Orléans à quatorze ans. Hors des tatamis, elle est adjudant de la Gendarmerie nationale française.
Le 7 février 2022, elle annonce être enceinte de son premier enfant. Le 17 juin 2022, elle annonce être devenue maman d'une petite fille prénommée Athéna, née le 15 juin.
Clarisse Agbegnenou est titulaire d'un diplôme de coach de vie d'HEC Paris.

### Carrière sportive
Licenciée aux Arts Martiaux d'Asnières, elle est championne d'Europe cadette et vice-championne de France en moins de 57 kg en 2008, puis championne de France junior en moins de 63 kg en 2009 avant d'entrer à l'INSEP. Elle rejoint alors le Judo Club Escales Argenteuil la même année, à 16 ans et demi, et travaillera avec le coach de haut niveau, Ahcène Goudjil, président fondateur du club,,.
En 2013, elle remporte sa première médaille d'or internationale, en battant la Russe Marta Labazina aux Championnats d'Europe de judo. En 2014, elle bat par ippon l’Israélienne Yarden Gerbi et devient championne du monde en moins de 63 kg,.
À la suite d'une bagarre l'impliquant elle (et d'autres judokates, relaxées) pour des violences commises à l'INSEP à l'encontre d'Anne-Fatoumata M'Bairo le 12 avril 2013, elle est condamnée par la Fédération à un an de suspension de compétition avec sursis (trois mois pour Priscilla Gneto, Madeleine Malonga, Fanny Posvite et Linsay Tsang Sam Moi) puis en juillet 2014 par la Justice à 70 heures de travaux d'intérêt général et un amende de 2 780 euros.
Elle devient vice-championne olympique, en obtenant la médaille d'argent des moins de 63 kg aux Jeux olympiques 2016 de Rio de Janeiro s'inclinant en finale face à la Slovène Tina Trstenjak,. Après les Jeux, elle rejoint le Red Star Club (RSC) de Champigny-sur-Marne.
Quelques mois plus tard, le 1er septembre 2017, elle est sacrée championne du monde des moins de 63 kg à Budapest, face à la Slovène Tina Trstenjak qui l'avait battue en finale des Jeux olympiques, un an plus tôt.

#### 2018
Lors des Championnats d'Europe de judo 2018 à Tel-Aviv-Jaffa, elle remporte la couronne européenne des moins de 63 kg face à la Slovène Tina Trstenjak, battant cette dernière par waza-ari au bout de sept minutes de combat.
Le 23 septembre 2018, lors des championnats du monde à Bakou, elle bat par ippon au Golden Score la Japonaise Miku Tashiro et devient pour la troisième fois championne du monde des moins de 63 kg. Aux Masters mondial de judo à Canton, elle s'impose en finale face à la Japonaise Nami Nabekura, restant ainsi invaincue sur la saison 2018. En décembre, elle est élue Championne des championnes de L'Équipe 2018 avec Kevin Mayer.

#### 2019: Quatrième titre européen et quatrième titre mondial

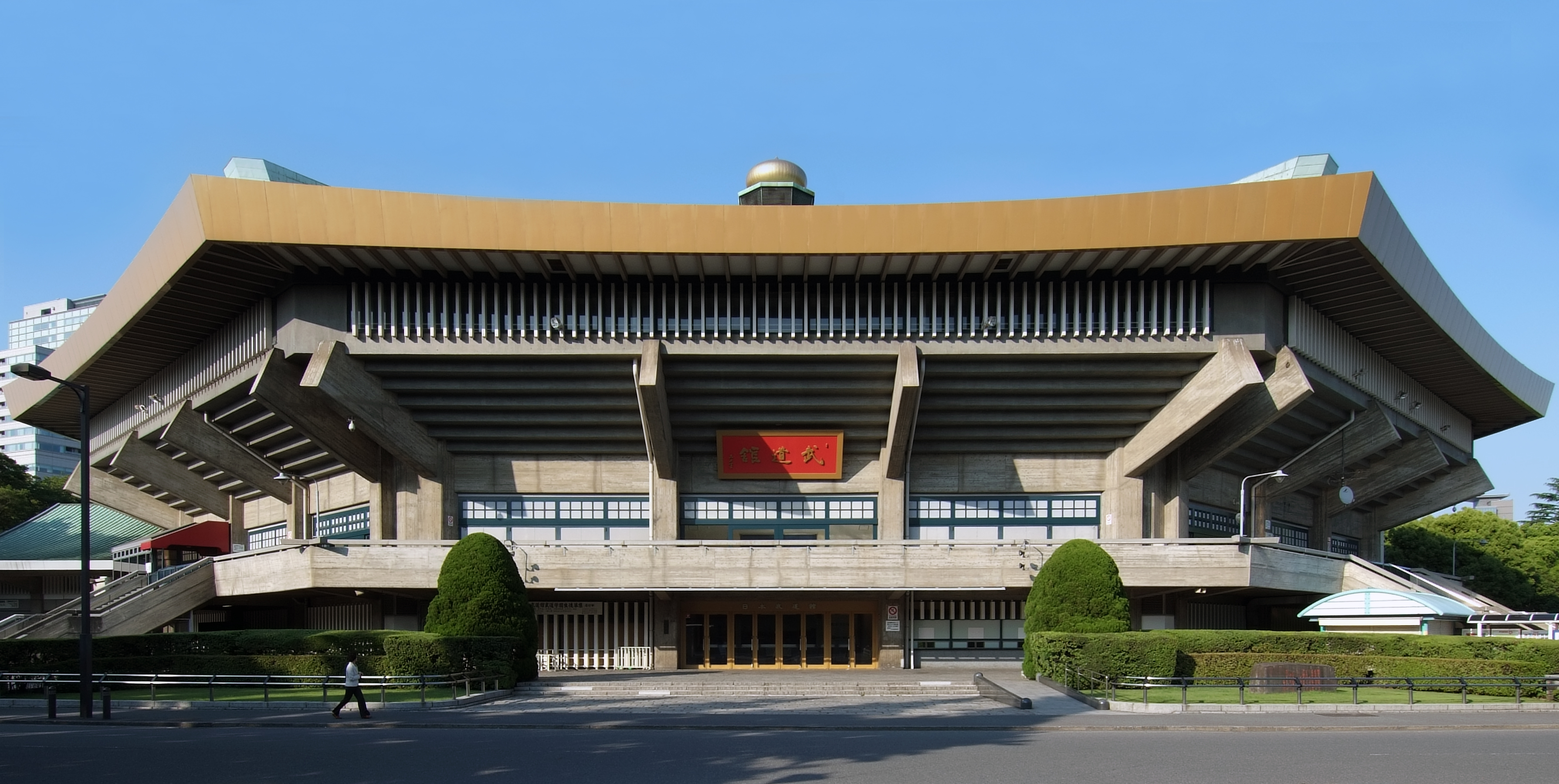
Le Nippon Budokan où Clarisse Agbegnenou a obtenu son quatrième titre de championne du monde et ses deux titres olympiques lors des Jeux olympiques de Tokyo 2020.

Le 6 juin 2019, elle est nommée porte-drapeau de la délégation française aux Jeux européens de 2019 à Minsk.
Lors des compétitions de judo, elle remporte un quatrième titre continental en s'imposant en finale face à la Britannique Alice Schlesinger. Et le 28 août 2019, Clarisse Agbegnenou devient pour la quatrième fois championne du monde au Nippon Budokan, la salle mythique des arts martiaux et des concerts de Tokyo, en battant au golden score la Japonaise Miku Tashiro après un combat de onze minutes particulièrement remarqué.
Elle devient ainsi la judokate française la plus titrée de l'histoire devant Lucie Décosse, Gévrise Émane et Brigitte Deydier qui comptent trois titres planétaires chacune, et elle reste invaincue depuis décembre 2017.
Fin décembre, elle remporte de nouveau le trophée de Championne des championnes de L'Équipe, aux côtés de Julian Alaphilippe.

#### 2020: Cinquième titre européen
Le seul titre qui lui manque en 2020 est l'or olympique, qui aurait dû être remis en jeu sur les tatamis du même Nippon Budokan en 2020 (mais ces Jeux olympiques sont reportés à cause de la Pandémie de Covid-19).
Elle remporte un cinquième titre européen lors des Championnats d'Europe de judo 2020 à Prague,.

#### 2021: Cinquième titre mondial et deux médailles d'or aux Jeux olympiques

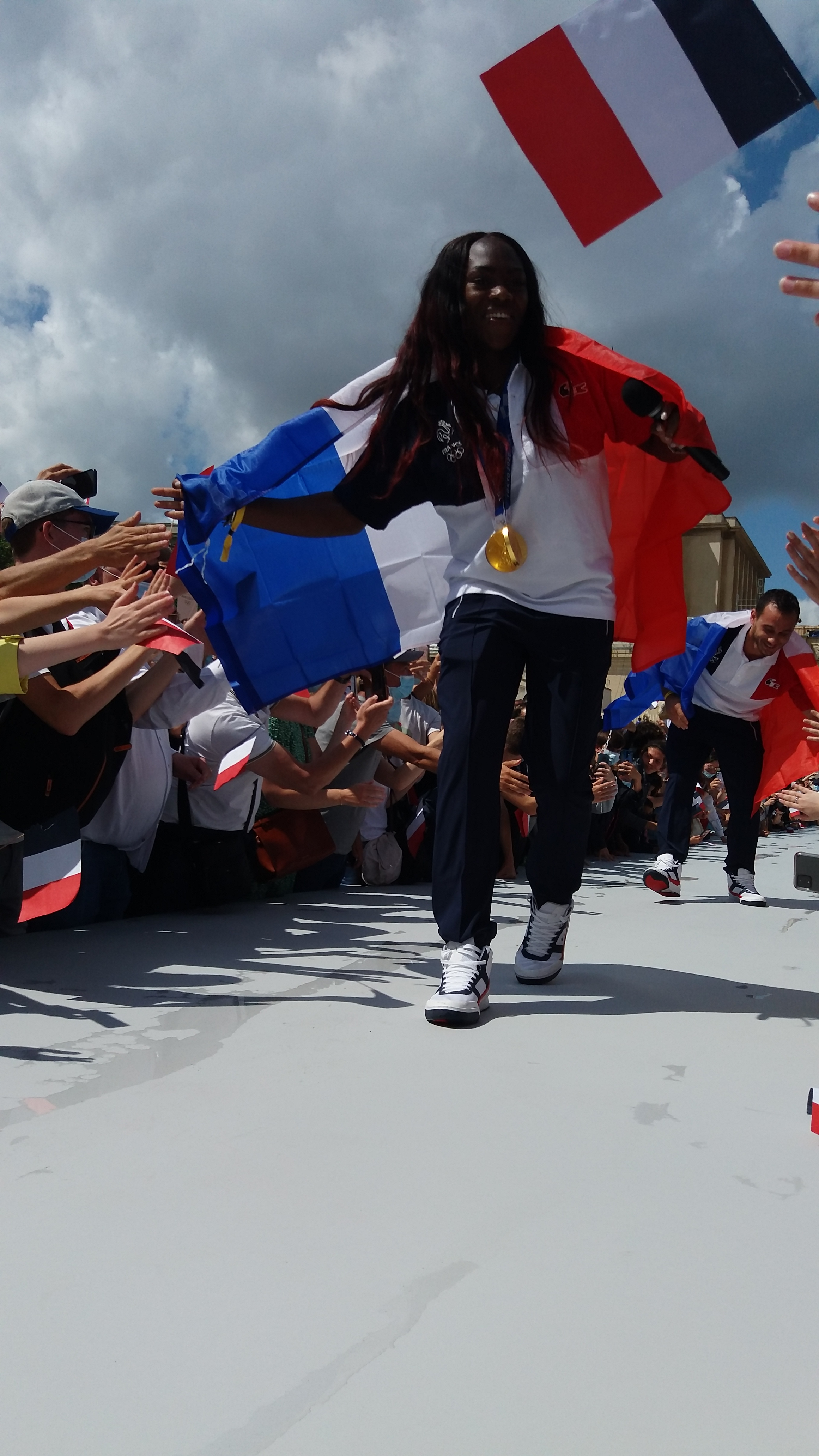
Clarisse Agbegnenou aux jardins du Trocadéro de Paris en août 2021, fêtant sa médaille d'or obtenue aux Jeux olympiques de Tokyo quelques jours plus tôt.

Elle remporte un cinquième titre mondial le 9 juin 2021, lors des Championnats du monde de judo 2021 à Budapest où elle gagne ses cinq combats par ippon (pour la quatrième fois consécutive), triomphant en finale de la Slovène Andreja Leški.
Le 5 juillet 2021, elle est nommée porte-drapeau de la délégation française aux Jeux olympiques d'été de 2020 par le CNOSF, conjointement avec le gymnaste Samir Aït Saïd.
Le 27 juillet 2021, quatre jours après avoir défilé en tête de sa délégation lors de la cérémonie d'ouverture, elle prend sa revanche en finale sur la Slovène Tina Trstenjak qui l'avait battue aux Jeux de Rio. Après 37 secondes dans le Golden score et grâce à un fauchage qui lui donne Waza-ari, elle remporte la médaille d’or aux Jeux olympiques de Tokyo 2020. Quatre jours plus tard, elle remporte l'or par équipes mixtes en compagnie de Romane Dicko, Axel Clerget, Sarah-Léonie Cysique, Guillaume Chaine et Teddy Riner, après avoir battu l'équipe du Japon 4 victoires à 1 en finale.
Clarisse Agbegnenou rejoint ainsi les porte-drapeaux français Marie-José Pérec (Atlanta 1996), David Douillet (Sydney 2000) et Teddy Riner (Rio 2016), qui avaient eux aussi gagné la médaille d'or en compétitions individuelles, après avoir défilé en tête de leur délégation. Elle devient la septième athlète du judo français à avoir gagné tous les titres majeurs (Championnats d'Europe et du Monde, Jeux olympiques) après Thierry Rey en 1983, Cécile Nowak et Cathy Fleury en 1992, David Douillet en 1996, Teddy Riner et Lucie Décosse en 2012. Elle devient la deuxième personne après Wim Ruska à remporter deux titres olympiques en judo au cours des mêmes Jeux.
Elle rejoint également parmi les athlètes féminines françaises à avoir gagné deux médailles d'or lors de la même édition des Jeux olympiques Laura Flessel (1996, escrime), Félicia Ballanger (2000, cyclisme sur piste), Marie-José Pérec (1996, athlétisme), Micheline Ostermeyer (1948, athlétisme), Suzanne Lenglen (1920, tennis) en devenant la première judoka à intégrer ce cercle prestigieux.
En décembre, elle est à nouveau élue Championne des championnes de L'Équipe 2021, aux côtés, comme en 2019, de Julian Alaphilippe.

#### 2022: Maternité avant la reprise vers les JO de Paris
Clarisse Agbegnenou donne naissance à une petite fille nommée Athéna le 15 juin 2022, elle ne dispute ainsi aucune compétition jusqu'à son accouchement et durant l'été pour son congé maternité. Elle doit reprendre la compétition début 2023 pour se lancer vers son objectif final : les Jeux olympiques de Paris 2024, si possible en restant dans sa catégorie des -63 kg.

#### 2023: retour international et sixième titre mondial
Onze mois après la naissance de sa fille, Clarisse Agbegnenou fait son retour aux championnats du monde qui se disputent à Doha. Le 10 mai 2023 est la journée de sa catégorie des -63 kg. Elle remporte tous ses combats par Ippon jusqu'à la finale face à Andreja Leski : à 30 secondes de la fin du combat, son adversaire slovène lance une attaque qu'elle contre instantanément, la renversant au sol pour marquer waza-ari, avant de l'immobiliser pour remporter son sixième titre mondial sur ippon.
Le 4 novembre, elle est éliminée en quart de finale puis battue en repêchage lors des Championnats d'Europe de judo 2023 à Montpellier dans la catégorie des moins de 63 kg. Trois semaines plus tard, la Fédération française de judo annonce la sélection d'Agbégnénou pour les Jeux olympiques de 2024 disputés à Paris.

#### 2024: Médaillée de bronze mondiale et olympique
Clarisse Agbegnenou remporte en février 2024 le Grand Chelem de Paris, sa septième victoire dans cette compétition, ce qui lui permet d'égaler le record de victoires féminines dans ce tournoi de Lucie Décosse. Elle gagne ensuite en mars le Grand Chelem de Tachkent. En mai, dominée en quart de finale des championnats du monde par Catherine Beauchemin-Pinard, Agbegnenou obtient la médaille de bronze en s'imposant lors des repêchages puis du match pour la médaille.
Lors des JO de Paris, alors qu'elle mène aux pénalités, elle s'incline lors de la demi-finale des moins de 63 kg contre la Slovène Andreja Leški sur waza-ari validé à 15 secondes de la fin du combat. Elle remporte le match pour la troisième place par ippon et la médaille de bronze face à l'Autrichienne Lubjana Piovesana. Lors de la finale de l'épreuve par équipes, elle remplace Marie-Ève Gahié et domine Miku Takaichi, ce qui permet alors à la France d'égaliser à trois victoires partout face au Japon. Le match suivant, décisif, voit Teddy Riner battre Tatsuru Saitō, amenant ainsi l'équipe de France à conserver le titre olympique obtenu à Tokyo dans cette compétition.

#### 2025
Clarisse Agbegnenou envisage initialement de reprendre la compétition lors du Grand Chelem de Paris dans la catégorie supérieure des moins de 70 kg au début du mois de février. Elle déclare cependant forfait à deux semaines de l'évènement. En février, alors qu'elle figure dans la sélection française en vue des championnats du monde prévus en juin, elle annonce ne pas souhaiter y participer et préférer prendre part aux championnats d'Europe en avril pour lesquels elle n'est pas retenue. La Fédération française de judo lui donne satisfaction trois semaines plus tard. Le 22 mars, elle se classe troisième du Grand Chelem de Tbilissi après avoir été battue en demi-finale par Catherine Beauchemin-Pinard. Le 24 avril, elle est médaillée d'argent lors des championnats d'Europe. La Française fait l'objet d'une disqualification en finale face à Renata Zachova pour avoir effectué un mouvement jugé dangereux.

### Engagement associatif
En 2019, Clarisse Agbegnenou devient la marraine et ambassadrice de l'association SOS Préma, dont le but est de donner à tous les enfants prématurés les meilleures chances de bien grandir. Forte de son expérience de vie, elle souhaite transmettre le message qu'en chaque prématuré, un champion sommeille.
La même année, elle devient également marraine de l'opération Sport féminin toujours dont le but est notamment de permettre une meilleure exposition médiatique des sports féminins et de réduire les écarts de salaires avec les hommes. L'opération est organisée par la Ministre des sports Roxana Maracineanu et la Secrétaire d'État chargée de l'égalité femmes hommes et de la lutte contre les discriminations et du CSA, Marlène Schiappa.
Elle est également très engagée auprès de la jeunesse, du sport pour tous, de l'image de France sur le plan international, mais aussi de l'agriculture française. Elle est marraine de l’école élémentaire Saint-Lambert (école A) et de l'opération #LaRelève de Paris 2024, ainsi qu'ambassadrice de la ville de Paris pour la branche sport et de Charolais France.
En 2021, à l'occasion de la Journée internationale des droits des femmes qui a lieu le 8 mars, Clarisse fait partie des « 109 Mariannes» dont les portraits sont exposés sur le parvis du Panthéon du 4 au 15 mars 2021. Elle fait également partie des personnalités féminines qui ont écrit aux 1 000 petites filles à naître le 8 mars,. Clarisse Agbégnénou est également devenue l’ambassadrice d’une marque française de culottes menstruelles. Elle a également posé en une de L'Équipe Magazine pour un dossier consacré aux seins des sportives.
Elle est la marrainede l'exposition "Ultime Combat. Arts Martiaux d'Asie" au musée du quai Branly, du 28 septembre 2021 au 16 janvier 2022; l'exposition qui se tient dans le cadre de l'Olympiade culturelle Paris 2024.

### Récompense honorifique
Le 28 septembre 2019, Clarisse Agbegnenou inaugure à Lisses en Essonne un nouveau complexe sportif, qui porte son nom. Celui-ci comprend plusieurs salles de sport dédiées, dont un dojo, mais également des salles de danse, musculation et boxe.
221100
Le 4 octobre 2022, la statue de cire de Clarisse Agbegnenou fait son entrée au Musée Grévin,.
Le 1er janvier 2023, elle inaugure à Château-Gontier le dojo qui porte son nom.
Le 23 mars 2024, elle inaugure à Ollainville le complexe sportif qui porte son nom.
Le dojo de la ville de Gennevilliers porte le nom de Clarisse Agbegnenou.

## Grade et palmarès
- Grade: Ceinture noire (blanc et rouge) 6e dan (2023).
- Grade: Ceinture violette en JuJitsu Brésilien.

### Compétitions internationales
| Année | Compétition                      | Lieu           | Résultat | Catégorie      |
| ----- | -------------------------------- | -------------- | -------- | -------------- |
| 2012  | Championnats d'Europe            | Tcheliabinsk   | 3e       | Moins de 63 kg |
| 2013  | Championnats d'Europe            | Budapest       | 1re      | Moins de 63 kg |
| 2013  | Championnats du monde            | Rio de Janeiro | 2e       | Moins de 63 kg |
| 2014  | Championnats d'Europe            | Montpellier    | 1re      | Moins de 63 kg |
| 2014  | Championnats du monde            | Tcheliabinsk   | 1re      | Moins de 63 kg |
| 2015  | Jeux européens                   | Bakou          | 3e       | Moins de 63 kg |
| 2015  | Championnats du monde            | Astana         | 2e       | Moins de 63 kg |
| 2016  | Jeux olympiques                  | Rio de Janeiro | 2e       | Moins de 63 kg |
| 2017  | Championnats du monde            | Budapest       | 1re      | Moins de 63 kg |
| 2018  | Championnats d'Europe            | Tel Aviv       | 1re      | Moins de 63 kg |
| 2018  | Championnats du monde            | Bakou          | 1re      | Moins de 63 kg |
| 2018  | Championnats du monde militaires | Rio            | 1re      | Moins de 63 kg |
| 2019  | Jeux européens                   | Minsk          | 1re      | Moins de 63 kg |
| 2019  | Championnats du monde            | Tokyo          | 1re      | Moins de 63 kg |
| 2020  | Championnats d'Europe            | Prague         | 1re      | Moins de 63 kg |
| 2021  | Championnats du monde            | Budapest       | 1re      | Moins de 63 kg |
| 2021  | Jeux olympiques                  | Tokyo          | 1re      | Moins de 63 kg |
| 2023  | Championnats du monde            | Doha           | 1re      | Moins de 63 kg |
| 2024  | Championnats du monde            | Abou Dabi      | 3e       | Moins de 63 kg |
| 2024  | Jeux olympiques                  | Paris          | 3e       | Moins de 63 kg |
| 2025  | Championnats d'Europe            | Podgorica      | 2e       | Moins de 63 kg |

| Année | Compétition                   | Lieu           | Résultat |
| ----- | ----------------------------- | -------------- | -------- |
| 2011  | Championnats du monde         | Paris          | 1re      |
| 2012  | Championnats d'Europe         | Tcheliabinsk   | 2e       |
| 2013  | Championnats d'Europe         | Budapest       | 2e       |
| 2013  | Championnats du monde         | Rio de Janeiro | 3e       |
| 2014  | Championnats d'Europe         | Montpellier    | 1re      |
| 2014  | Championnats du monde         | Tcheliabinsk   | 1re      |
| 2015  | Jeux européens                | Bakou          | 1re      |
| 2017  | Championnats du monde (mixte) | Budapest       | 3e       |
| 2018  | Championnats du monde (mixte) | Bakou          | 2e       |
| 2021  | Jeux olympiques (mixte)       | Tokyo          | 1re      |
| 2024  | Jeux olympiques (mixte)       | Paris          | 1re      |

| Année | Compétition     | Lieu              | Résultat | Catégorie      |
| ----- | --------------- | ----------------- | -------- | -------------- |
| 2010  | Grand Prix      | Abou Dabi         | 2e       | Moins de 63 kg |
| 2010  | Grand Chelem    | Tokyo             | 1re      | Moins de 63 kg |
| 2011  | Grand Chelem    | Paris             | 3e       | Moins de 63 kg |
| 2011  | Grand Prix      | Abou Dabi         | 2e       | Moins de 63 kg |
| 2012  | Grand Prix      | Düsseldorf        | 2e       | Moins de 63 kg |
| 2013  | Grand Chelem    | Paris             | 1re      | Moins de 63 kg |
| 2013  | Grand Prix      | Düsseldorf        | 1re      | Moins de 63 kg |
| 2013  | Grand Prix      | Miami             | 1re      | Moins de 63 kg |
| 2013  | Grand Prix      | Abou Dabi         | 2e       | Moins de 63 kg |
| 2014  | Grand Chelem    | Paris             | 1re      | Moins de 63 kg |
| 2014  | Grand Prix      | La Havane         | 1re      | Moins de 63 kg |
| 2014  | Grand Prix      | Jeju              | 1re      | Moins de 63 kg |
| 2015  | Grand Prix      | Zagreb            | 2e       | Moins de 63 kg |
| 2015  | Grand Prix      | Abou Dabi         | 1re      | Moins de 63 kg |
| 2015  | Grand Prix      | Jeju              | 1re      | Moins de 63 kg |
| 2016  | Grand Chelem    | Paris             | 1re      | Moins de 63 kg |
| 2017  | Grand Chelem    | Paris             | 2e       | Moins de 63 kg |
| 2017  | Grand Prix      | Düsseldorf        | 1re      | Moins de 63 kg |
| 2017  | Masters mondial | Saint-Pétersbourg | 3e       | Moins de 63 kg |
| 2018  | Grand Chelem    | Paris             | 1re      | Moins de 63 kg |
| 2018  | Grand Prix      | Tbilissi          | 1re      | Moins de 63 kg |
| 2018  | Masters mondial | Guangzhou         | 1re      | Moins de 63 kg |
| 2019  | Masters mondial | Qingdao           | 2e       | Moins de 63 kg |
| 2019  | Grand Chelem    | Paris             | 1re      | Moins de 63 kg |
| 2021  | Masters mondial | Doha              | 1re      | Moins de 63 kg |
| 2023  | Masters mondial | Budapest          | 3e       | Moins de 63 kg |
| 2024  | Grand Chelem    | Paris             | 1re      | Moins de 63 kg |
| 2024  | Grand Chelem    | Tachkent          | 1re      | Moins de 63 kg |
| 2025  | Grand Chelem    | Tbilissi          | 3e       | Moins de 63 kg |

### Championnats de France

#### Individuel
- Médaille d'or aux Championnats de France 2009.
- Médaille d'or aux Championnats de France 2010.
- Médaille d'or aux Championnats de France 2012.

#### Par équipes
- Médaille d'argent lors des championnats de France par équipes 2014 à La Roche-sur-Yon, France.
- Médaille de bronze lors des championnats de France par équipes 2015 à Toulouse, France.
- Médaille d'or lors des championnats de France par équipes 2017 à Marseille, France.

## Distinctions
- Kimono d'or, décerné par la Fédération française de judo et récompensant le meilleur judoka de l'année écoulée, en 2016[74].
- Récompensée par l'Union européenne de Judo comme meilleure athlète européenne, lors de la soirée de clôture des championnats d’Europe 2018[75].
- Championne des championnes de L'Équipe (France) 2018, 2019 et 2021.
- Élue Championne de l'année 2018[76] et 2021[77] par la rédaction sportive de Ouest-France.
- Sportive de l'année 2018 à l'occasion du palmarès du sport Rennais[78].
- Trophée « Brigadier-chef Alexis Vastine», lors de la 5ᵉ édition des Trophées des Champions des Armées qui s'est déroulée le 30 octobre 2019[79].
- Championne du sport français au RMC Sport Awards 2019[80].
- Coq d'or de la meilleure athlète femme 2019[81].
- Championne RTL Sports 2019[82].
- Élue sportive de l'année 2019 par "Tout le sport"[83].
- Trophée du sportif de l'année 2019 par Canal Sports Club[84].
- 2021: À l'occasion de la Journée internationale des droits des femmes, Clarisse fait partie des «109 Mariannes» exposées sur le parvis du Panthéon[85].
- Élue à la Commission des Athlètes de Haut-niveau du Comité national olympique et sportif français pour le mandat 2021-2025[4].
- Sacrée sportive de l'année 2021 par Eurosport[86].
- Élue sportive de l'année par la rédaction de France TV sport[87].
- Élue sportive de l'année 2023 selon un sondage Odoxa commandé par Winamax et RTL[88].

## Décorations

### Décorations françaises
- Chevalier de la Légion d'honneur du 8 septembre 2021[89].
- Officier de l'ordre national du Mérite (2024)[90], chevalier le 1er décembre 2016[91].

### Décorations étrangères
- Officier de l'ordre du Mono en 2021[92].